# Willardia argyrotricha
Willardia argyrotricha là một loài thực vật có hoa trong họ Đậu. Loài này được (Harms) F.J.Herm. miêu tả khoa học đầu tiên.